# Humbert (Pas-de-Calais)
Pour les articles homonymes, voir Humbert.
Humbert est une commune française située dans le département du Pas-de-Calais en région Hauts-de-France. Ses habitants sont appelés les Humbertois.
La commune fait partie de la communauté de communes du Haut Pays du Montreuillois qui regroupe 49 communes et compte 15 703 habitants en 2021.

## Géographie

### Localisation
Localisée dans le sud-ouest du département du Pas-de-Calais, Humbert est une commune de la vallée du Bras de Bronne située, à vol d'oiseau, à 10 km au nord-est de la commune de Montreuil-sur-Mer (chef-lieu d'arrondissement).
Le territoire de la commune est limitrophe de ceux de cinq communes.
Les communes limitrophes sont  Clenleu, Embry, Saint-Denœux, Saint-Michel-sous-Bois et Sempy.

### Géologie et relief
La superficie de la commune est de 7,85 km2 ; son altitude varie de 47  à   147 m.

### Hydrographie
La commune, située dans le bassin Artois-Picardie, est, selon le Service d'administration nationale des données et référentiels sur l'eau (Sandre), drainée par trois cours d'eau :
- le Bras de Bronne, d'une longueur de 10,83 km qui prend sa source dans la commune de Saint-Michel-sous-Bois et se jette dans La Canche au niveau de la commune de Brimeux[4] ;
- le Bout de Haut, d'une longueur de 3,08 km qui prend sa source dans la commune de Bimont et termine sa course au niveau de la commune de Sempy[5] ;
- le Humbert, d'une longueur de 2,31 km, qui prend sa source dans la commune de Bimont et se jette dans le Bout du Haut au niveau de la commune de Sempy[6].

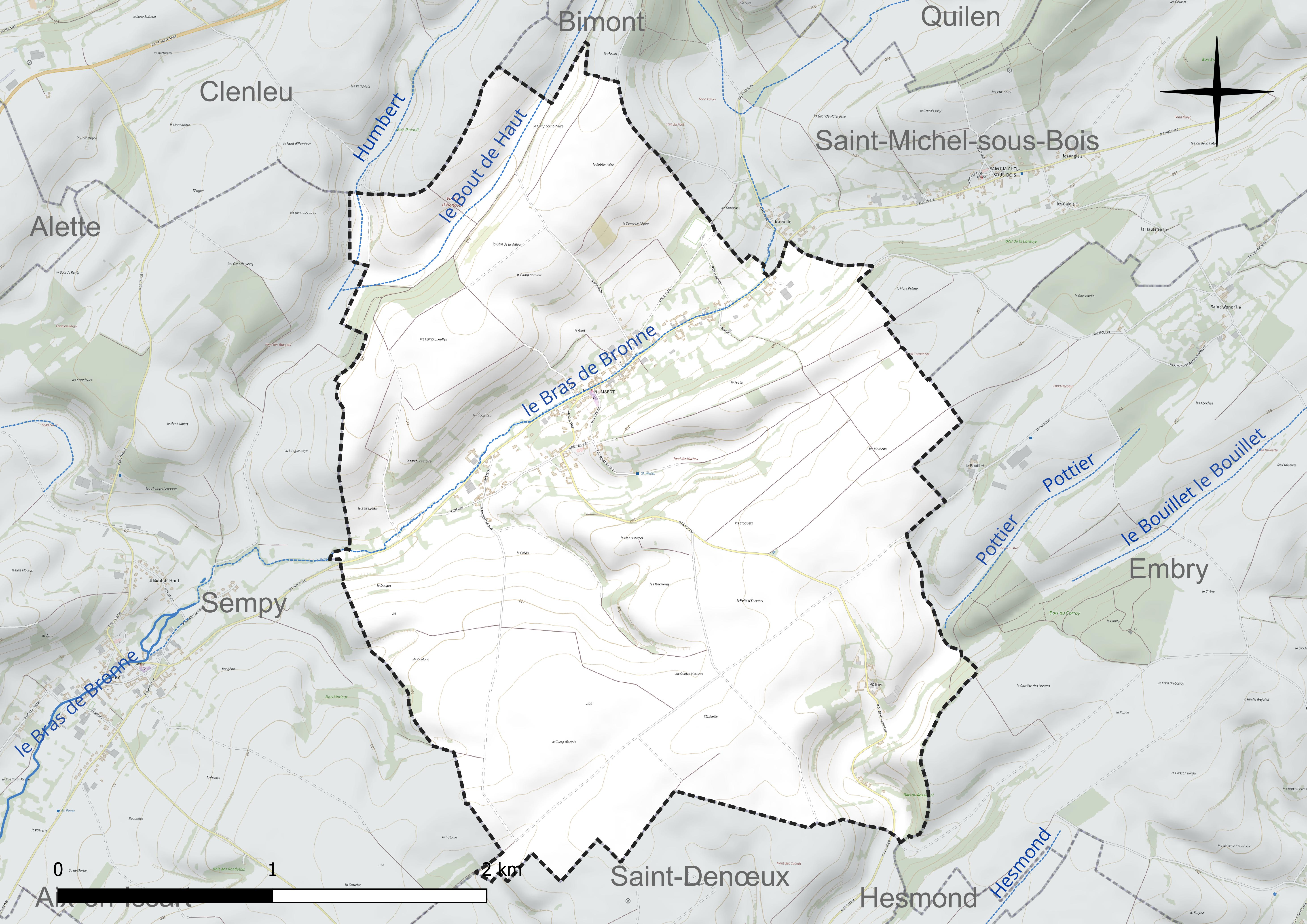
Réseau hydrographique d'Humbert.

### Climat
Pour des articles plus généraux, voir Climat des Hauts-de-France et Climat du Pas-de-Calais.
En 2010, le climat de la commune est de type climat océanique franc, selon une étude du CNRS s'appuyant sur une série de données couvrant la période 1971-2000. En 2020, Météo-France publie une typologie des climats de la France métropolitaine dans laquelle la commune est exposée à un climat océanique et est dans la région climatique Côtes de la Manche orientale, caractérisée par un faible ensoleillement (1 550 h/an) ; forte humidité de l’air (plus de 20 h/jour avec humidité relative > 80 % en hiver), vents forts fréquents.
Pour la période 1971-2000, la température annuelle moyenne est de 10,1 °C, avec une amplitude thermique annuelle de 13 °C. Le cumul annuel moyen de précipitations est de 937 mm, avec 13,2 jours de précipitations en janvier et 8,5 jours en juillet. Pour la période 1991-2020, la température moyenne annuelle observée sur la station météorologique la plus proche, située sur la commune de Radinghem à 16 km à vol d'oiseau, est de 10,5 °C et le cumul annuel moyen de précipitations est de 1 038,1 mm,. Pour l'avenir, les paramètres climatiques de la commune estimés pour 2050 selon différents scénarios d'émission de gaz à effet de serre sont consultables sur un site dédié publié par Météo-France en novembre 2022.

### Paysages
Pour un article plus général, voir Paysage en France.
La commune est située dans le « paysage montreuillois » tel que défini dans l’atlas des paysages de la région Nord-Pas-de-Calais, conçu par la direction régionale de l'Environnement, de l'Aménagement et du Logement (DREAL),. Ce paysage, qui concerne 98 communes, se délimite : à l’Ouest par des falaises qui, avec le recul de la mer, ont donné naissance aux bas-champs ourlées de dunes ; au Nord par la boutonnière du Boulonnais ; au sud par le vaste plateau formé par la vallée de l’Authie, et à l’Est par les paysages du Ternois et de Haut-Artois. Ce paysage régional, avec, dans son axe central, la vallée de la Canche et ses nombreux affluents comme la Course, la Créquoise, la Planquette…, offre une alternance de vallées et de plateaux, appelée « ondulations montreuilloises ». Dans ce paysage, et plus particulièrement sur les plateaux, on cultive la betterave sucrière, le blé et le maïs, et les plateaux entre la Ternoise et la Créquoise sont couverts de vastes massifs forestiers comme la forêt d'Hesdin, les bois de Fressin, Sains-lès-Fressin, Créquy….

### Milieux naturels et biodiversité

#### Zone naturelle d'intérêt écologique, faunistique et floristique
L’inventaire des zones naturelles d'intérêt écologique, faunistique et floristique (ZNIEFF) a pour objectif de réaliser une couverture des zones les plus intéressantes sur le plan écologique, essentiellement dans la perspective d’améliorer la connaissance du patrimoine naturel national et de fournir aux différents décideurs un outil d’aide à la prise en compte de l’environnement dans l’aménagement du territoire.
Le territoire communal comprend une ZNIEFF de type 2 :
les vallées de la Créquoise et de la Planquette, d’une superficie de 15 157 ha et d'une altitude variant de 13  à   181 m. Ces deux vallées se situent aux confins de deux régions naturelles : le Haut Pays d’Artois et le Ternois et constituent un des paysages ruraux traditionnels du Nord-Pas-de-Calais les mieux conservés.

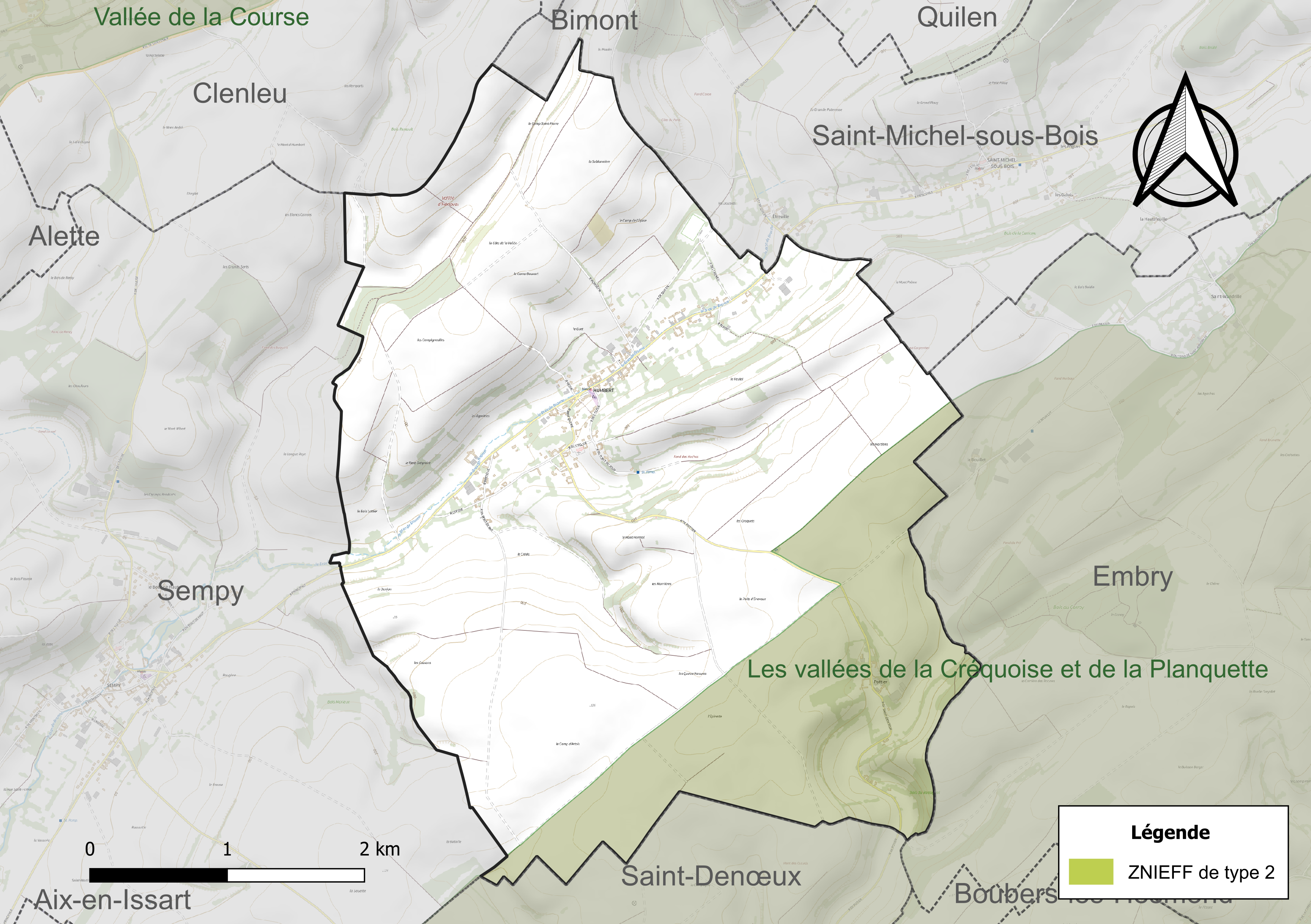
Carte de la ZNIEFF sur la commune.

## Urbanisme

### Typologie
Au 1er janvier 2024, Humbert est catégorisée commune rurale à habitat dispersé, selon la nouvelle grille communale de densité à sept niveaux définie par l'Insee en 2022.
Elle est située hors unité urbaine et hors attraction des villes,.

### Occupation des sols
L'occupation des sols de la commune, telle qu'elle ressort de la base de données européenne d’occupation biophysique des sols Corine Land Cover (CLC), est marquée par l'importance des territoires agricoles (93,8 % en 2018), une proportion identique à celle de 1990 (93,8 %). La répartition détaillée en 2018 est la suivante : 
terres arables (61,5 %), prairies (21,6 %), zones agricoles hétérogènes (10,7 %), zones urbanisées (6,2 %). L'évolution de l’occupation des sols de la commune et de ses infrastructures peut être observée sur les différentes représentations cartographiques du territoire : la carte de Cassini (XVIIIe siècle), la carte d'état-major (1820-1866) et les cartes ou photos aériennes de l'IGN pour la période actuelle (1950 à aujourd'hui).

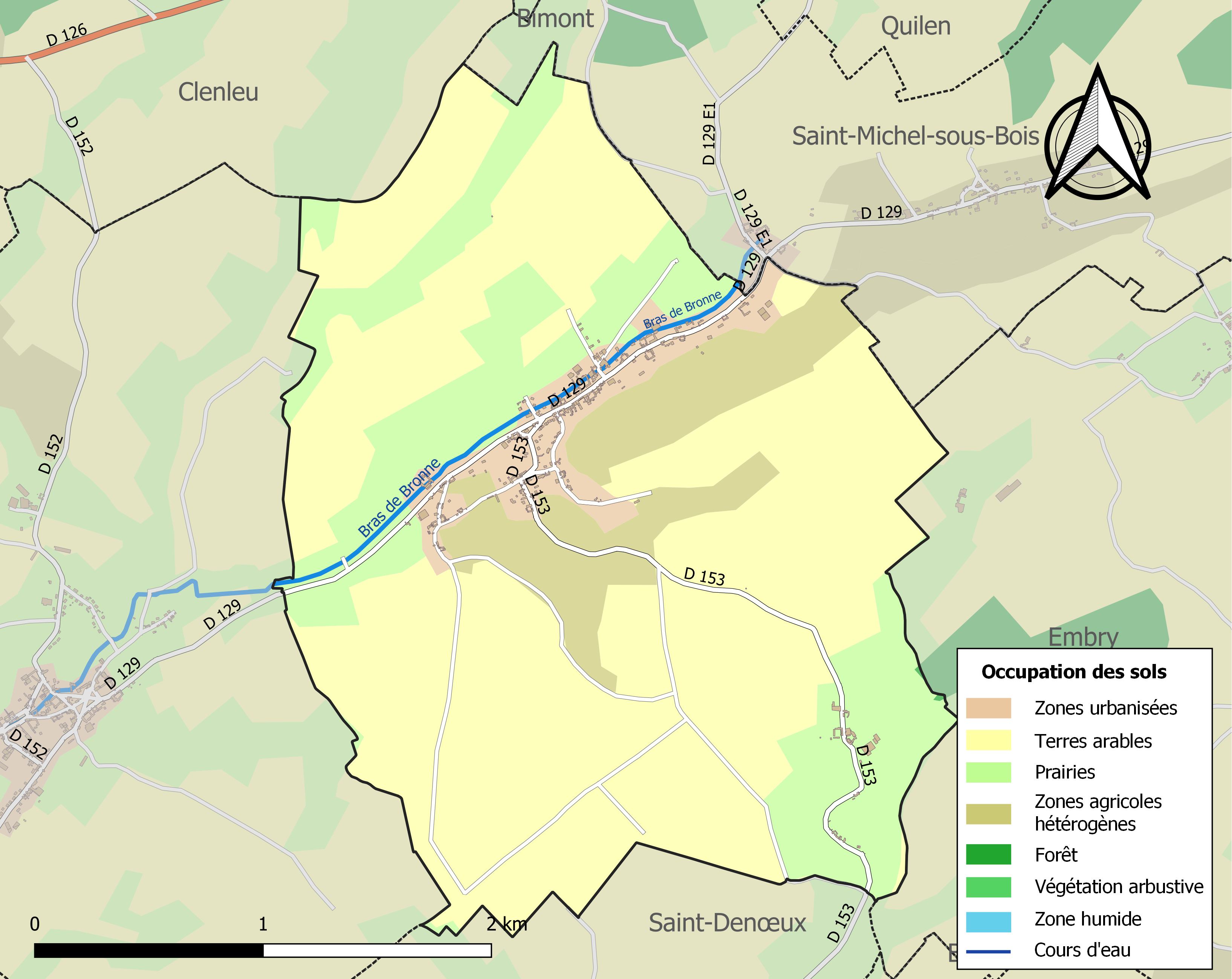
Carte des infrastructures et de l'occupation des sols de la commune en 2018 (CLC).

### Lieux-dits, hameaux et écarts
Humbert possède un hameau, tolérant les deux orthographes Potier ou Pottier.

## Toponymie
Le nom de la localité est attesté sous les formes Umberche (1170), Unguebert (vers 1214), Humberch (1296), Humberc (1305), Umbergues (1474), Hunbercq (1479), Homberch (v. 1512), Humbercq (1559), Humbert (1793).
Il s'agit d'une formation toponymique médiévale de type germanique dont l'étymologie exacte ne fait pas l'unanimité : soit c'est un composé du nom d'homme germanique Hunicho et de berg « mont, montagne », soit c'est un nom de femme germanique pris absolument Humbergia, avec attraction tardive du nom d'homme germanique Ungbertus. Cette dernière remarque n'est pas nécessaire, si l'on en croit les formes anciennes, car le passage de -berg à -bert est postérieur au XVIe siècle et s'explique par le fait que le -c en finale absolue n'est plus prononcé en français (cf. clerc) et la graphie est modernisée d'après les noms de personnes terminés par -bert, dont Humbert.

## Histoire
Le 23 août 2010, une tornade de niveau 2 sur l'échelle de Fujita a traversé des zones inhabitées du territoire de la commune sur un couloir de plus de 4 km de long sur 50 mètres de large, causant des dégâts matériels et le broyage d'arbres dû à la force de cisaillement impressionnante.

## Politique et administration

### Découpage territorial
La commune se trouve dans l'arrondissement de Montreuil du département du Pas-de-Calais.

#### Commune et intercommunalités
La commune est membre de la communauté de communes du Haut Pays du Montreuillois.

#### Circonscriptions administratives
La commune est rattachée au canton de Lumbres.

#### Circonscriptions électorales
Pour l'élection des députés, la commune fait partie de la quatrième circonscription du Pas-de-Calais.

### Élections municipales et communautaires

#### Liste des maires
| Période                                  | Période                    | Identité            | Étiquette | Qualité                                                                     |
| ---------------------------------------- | -------------------------- | ------------------- | --------- | --------------------------------------------------------------------------- |
| Les données manquantes sont à compléter. |                            |                     |           |                                                                             |
| 1977                                     | 2008                       | Jean-Marie Leclercq |           | Agriculteur                                                                 |
| mars 2008                                | En cours (au 24 mars 2022) | Jean-Claude Avisse  |           | Agriculteur Réélu pour le mandat 2014-2020, Réélu pour le mandat 2020-2026, |

## Population et société

### Démographie
Les habitants sont appelés les Humbertois.

#### Évolution démographique
L'évolution du nombre d'habitants est connue à travers les recensements de la population effectués dans la commune depuis 1793. Pour les communes de moins de 10 000 habitants, une enquête de recensement portant sur toute la population est réalisée tous les cinq ans, les populations de référence des années intermédiaires étant quant à elles estimées par interpolation ou extrapolation. Pour la commune, le premier recensement exhaustif entrant dans le cadre du nouveau dispositif a été réalisé en 2006.

En 2022, la commune comptait 251 habitants, en évolution de +7,26 % par rapport à 2016 (Pas-de-Calais : −0,72 %, France hors Mayotte : +2,11 %).
| 1793 | 1800 | 1806 | 1821 | 1831 | 1836 | 1841 | 1846 | 1851 |
| ---- | ---- | ---- | ---- | ---- | ---- | ---- | ---- | ---- |
| 459  | 459  | 447  | 452  | 458  | 481  | 463  | 422  | 428  |

| 1856 | 1861 | 1866 | 1872 | 1876 | 1881 | 1886 | 1891 | 1896 |
| ---- | ---- | ---- | ---- | ---- | ---- | ---- | ---- | ---- |
| 430  | 433  | 426  | 422  | 425  | 371  | 368  | 389  | 354  |

| 1901 | 1906 | 1911 | 1921 | 1926 | 1931 | 1936 | 1946 | 1954 |
| ---- | ---- | ---- | ---- | ---- | ---- | ---- | ---- | ---- |
| 351  | 336  | 339  | 314  | 292  | 307  | 293  | 263  | 252  |

| 1962 | 1968 | 1975 | 1982 | 1990 | 1999 | 2006 | 2011 | 2016 |
| ---- | ---- | ---- | ---- | ---- | ---- | ---- | ---- | ---- |
| 228  | 238  | 225  | 196  | 248  | 254  | 249  | 232  | 234  |

| 2021 | 2022 | - | - | - | - | - | - | - |
| ---- | ---- | - | - | - | - | - | - | - |
| 245  | 251  | - | - | - | - | - | - | - |

#### Pyramide des âges
En 2018, le taux de personnes d'un âge inférieur à 30 ans s'élève à 38,5 %, soit au-dessus de la moyenne départementale (36,7 %). À l'inverse, le taux de personnes d'âge supérieur à 60 ans est de 21,2 % la même année, alors qu'il est de 24,9 % au niveau départemental.
En 2018, la commune comptait 114 hommes pour 118 femmes, soit un taux de 50,86 % de femmes, légèrement inférieur au taux départemental (51,50 %).
Les pyramides des âges de la commune et du département s'établissent comme suit.
| Hommes | Classe d’âge | Femmes |
| ------ | ------------ | ------ |
| 0,0    | 90 ou +      | 0,8    |
| 6,9    | 75-89 ans    | 10,0   |
| 12,1   | 60-74 ans    | 12,6   |
| 27,8   | 45-59 ans    | 22,7   |
| 14,8   | 30-44 ans    | 15,2   |
| 18,3   | 15-29 ans    | 22,7   |
| 20,1   | 0-14 ans     | 16,0   |

| Hommes | Classe d’âge | Femmes |
| ------ | ------------ | ------ |
| 0,5    | 90 ou +      | 1,6    |
| 5,6    | 75-89 ans    | 8,9    |
| 16,7   | 60-74 ans    | 18,1   |
| 20,2   | 45-59 ans    | 19,2   |
| 18,9   | 30-44 ans    | 18,1   |
| 18,2   | 15-29 ans    | 16,2   |
| 19,9   | 0-14 ans     | 17,9   |

## Culture locale et patrimoine

### Lieux et monuments
- L'église Saint-Pierre, abritant des répliques des anges d'Humbert.
- Un ancien bâtiment du clergé proche du presbytère.
- Le site gallo-romain Camp d'Artois (peut-être au même endroit que le précédent).
- Le monument aux morts, surmonté d'une croix latine[40].

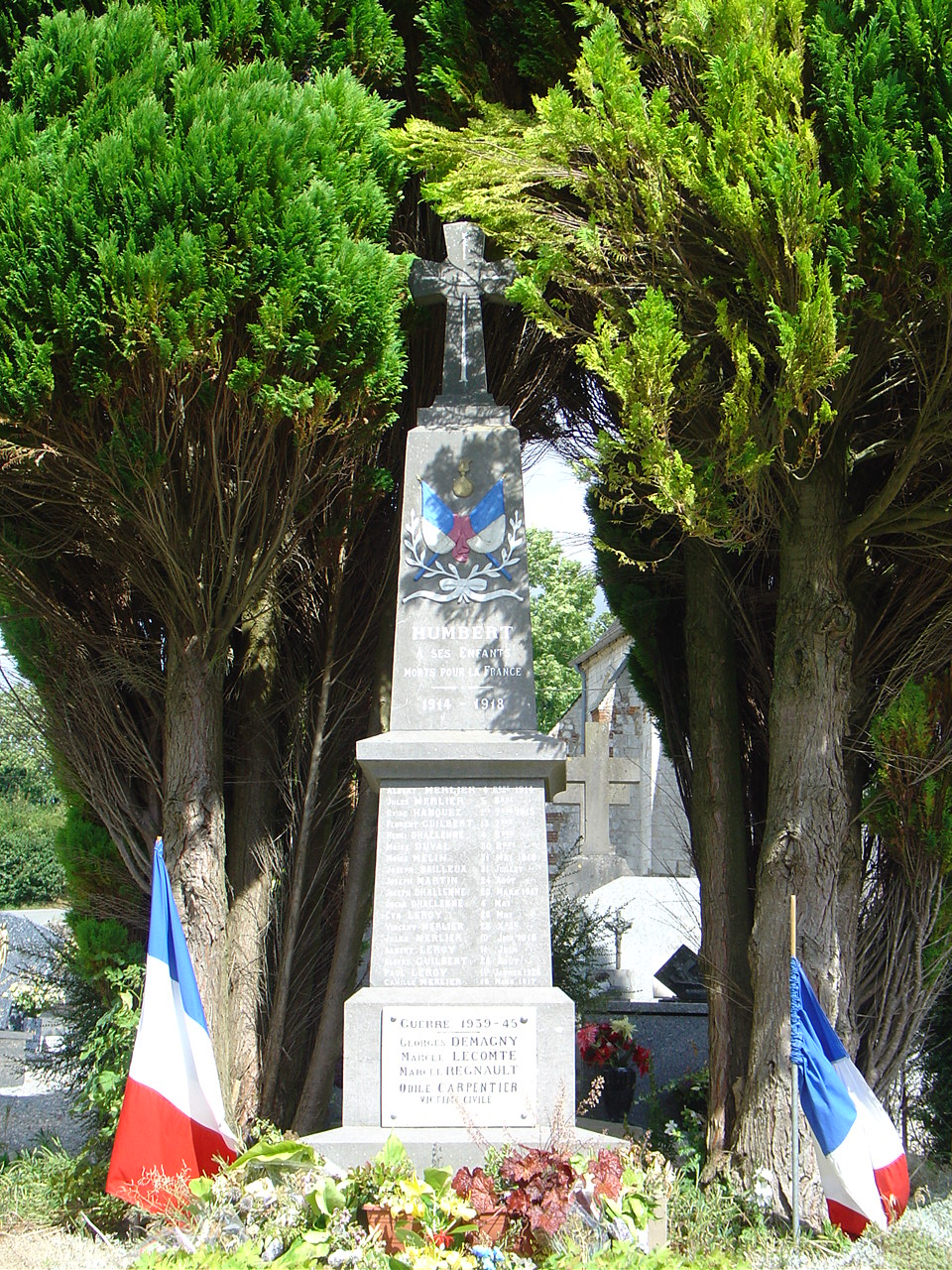
Le monument aux morts.
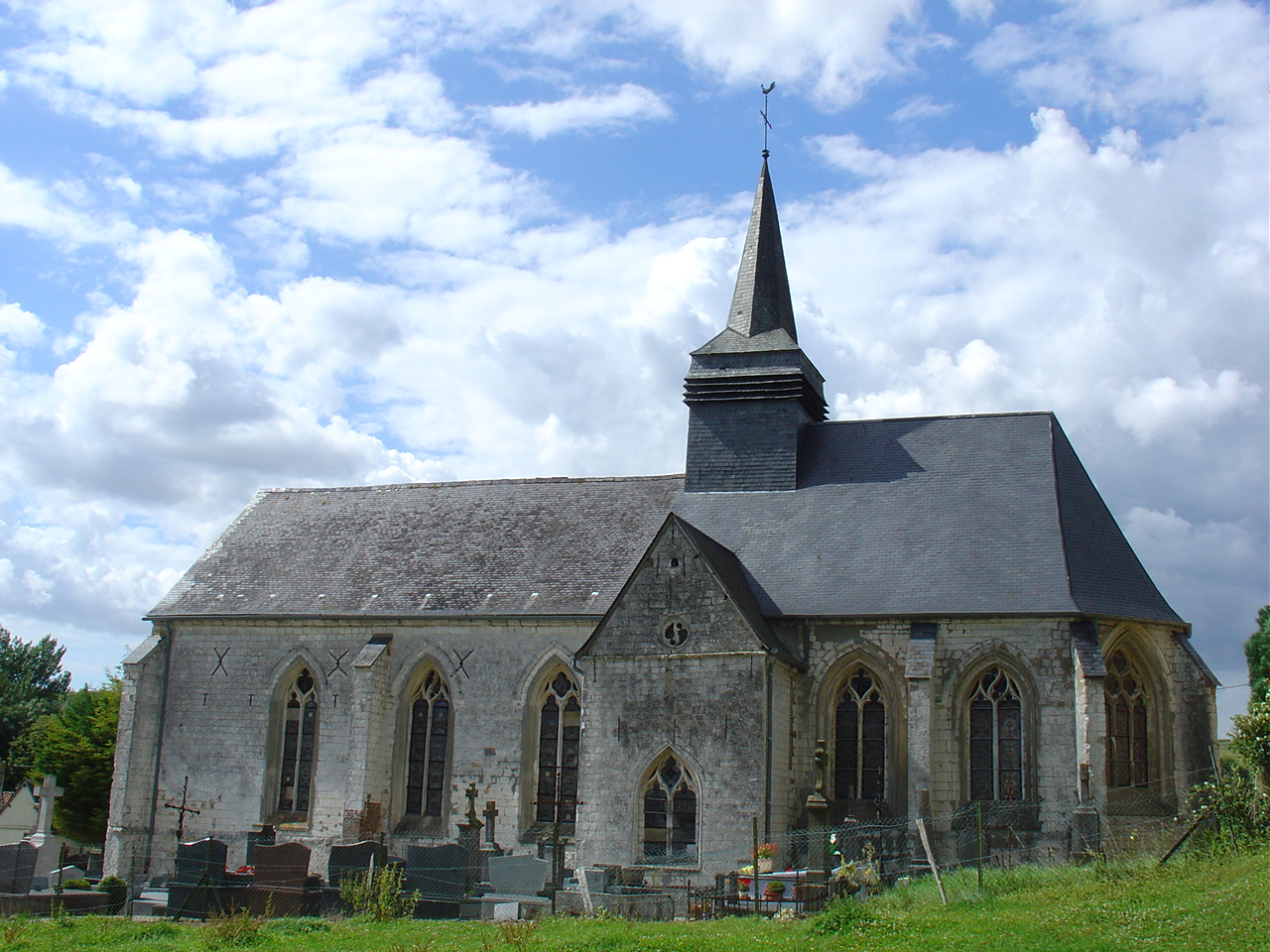
L'église Saint-Pierre.

### Activités culturelles, festives et sportives
- Club de football : l'Union Sportive d'Humbert (USH), un tournoi est organisé le lundi de Pâques.
- Membres de l'association du Bras de Brosne, organisant un festival annuel la semaine précédant le 14 juillet.
- Le 14 juillet : activités ludiques pendant la journée, loterie et bal dans la soirée.
- Une ducasse organisée le quatrième dimanche du mois de juillet, elle consiste en un méchoui organisé le midi par le club de football, puis en un bal organisé le soir par la commune.

### Héraldique
| Blason de Humbert | Blason  | D'or au sautoir de gueules chargé en cœur d'une molette d'argent. |
| Blason de Humbert | Détails | Inspiré des armes attribuées par Charles d’Hozier en 1696 à l'abbaye de Sainte-Austreberthe de Montreuil, où le champ d'argent est devenu d'or. Adopté par la municipalité. |

## Pour approfondir

#### Bases de données, dictionnaires et encyclopédies
- Ressources relatives à la géographie :   - Insee (communes)
  - Ldh/EHESS/Cassini
- Ressource relative à plusieurs domaines :   - Annuaire du service public français
- Notices d'autorité :   - BnF (données)